# 陈翔六点半

《陈翔六点半》是2014年爆笑江湖出品的一个家庭幽默录像式的小情节網路搞笑影片。
该节目导演陈翔，参与演员有闰土、蘑菇头、腿腿、毛台、妹大爷（应宝林）、吴妈、球球（纪文君）、猪小明、冷檬、米線兒，王炸等，导演陈翔有时也会参与演出。

## 节目形式
《陈翔六点半》最大的特色就是以抖包袱、抖笑料为主线的情节剧。《陈翔六点半》平均每集时长三分钟左右，情景不限制，剧情以解压、轻松、快乐为主要卖点迅速的吸引了很多观众粉丝。节目主要以原创剧本为主进行拍摄，以夸张幽默的表现形式讲诉了生活中无处不在的底层趣事。

## 電影作品

### 陈翔导演相關電影作品
| 年份 | 片名                 | 角色     | 主演/ 備註                                                                  |
| 2017 | 陈翔六点半之废话少说 | 神经病   | 陈翔、闰土、蘑菇头、腿腿、毛台                                              |
| 2018 | 陈翔六点半之铁头无敌 | 清洁工人 | 妹大爷、闰土、毛台、蘑菇头、吴妈、猪小明                                    |
| 2019 | 陈翔六点半之重楼别   | 鼓手     | 毛台、冷檬、陈翔 、蘑菇头、猪小明、王炸、润土、球球、应宝林、吴妈、米线儿   |
| 2020 | 陈翔六点半之民间高手 | 满意     | 陈翔、蘑菇头、应宝林、润土、毛台、猪小明、王炸、纪文君、米线儿、冷檬吴妈    |
| 2022 | 陈翔六点半之拳王妈妈 | 导演     | 冷檬、毛台 、王炸、应宝林、吴妈、陈翔、蘑菇头、润土、米线儿、猪小明、纪文君 |

## 收视率
《陈翔六点半》以独特多样的原创幽默情节展示了小人物的百味人生，一经推出迅速在微博、微信公众号等平台引发热烈回响，赢得数千万观众的喜爱，至今点阅数已破60亿。
《陈翔六点半》从2015年初首支影片发布至今，每月累积播放量达十亿次。